# Heinrich Rickert
Heinrich Rickert (Danzica, 25 maggio 1863 – Heidelberg, 25 luglio 1936) è stato un filosofo tedesco.

## Biografia
Insegnante a Friburgo in Brisgovia ed a Heidelberg, fu convinto seguace del Neokantismo assiologico già sostenuto da Wilhelm Windelband, assieme al quale diresse la Scuola di Baden. Fra i suoi discepoli vi fu anche Richard Kroner che si distinse come filosofo e storico della filosofia.
La filosofia, secondo Rickert, è vera scienza che deve preoccuparsi della chiarezza concettuale, rifuggendo da tutto ciò che è arazionale.
Il suo scopo è la comprensione dell'unità e dell'alterità che non sono in opposizione dialettica, bensì in completamento positivo, onde il processo della loro comprensione è detto "processo eterologico".
Rickert fa poi un'accurata catalogazione delle scienze, distinguendole per le diverse metodologie più che per i rispettivi contenuti, e contrapponendo alle scienze naturali quelle storiche e della cultura (definite anche nella tradizione filosofica tedesca "scienze dello spirito")  graduate secondo sei sfere di valori: verità, bellezza, santità impersonale e personale, moralità e felicità.
Venne apprezzato da Ernst Cassirer, per aver individuato modalità differenti tra scienze della natura e scienze della cultura (storia principalmente): la scienza della natura procede per generalizzazioni, la storia analizza le individualità. Ma venne poi criticato dallo stesso filosofo di Breslavia ("Sulla Logica delle Scienze dalla Cultura" - La Nuova Italia 1979) per aver creato un sistema di valori che non soddisfa il criterio di impostazione trascendentale dato da Kant per la scienza matematica. Per rendere oggettiva e universale la storia va cercato un sistema di valori che la giustifichi e che non può essere ricavato dalla storia stessa; se invece si vuole costituire un sistema apriori, allora il rischio è quello di individuare comunque un rimando metafisico, difficoltà dalla quale, in partenza, ci si voleva sottrarre. È stato il maestro di Martin Heidegger.

## Opere
- Zur Lehre von der Definition, Tübingen 1888.
- Der Gegenstand der Erkenntnis: ein Beitrag zum Problem der philosophischen Transcendenz, Freiburg 1892.
- Die Grenzen der naturwissenschaftlichen Begriffsbildung, Eine logische Einleitung in die historischen Wissenschaften, Freiburg 1896, Online Archive, 5. Aufl. Tübingen 1929.
- Die Probleme der Geschichtsphilosophie. Eine Einführung. 3. ed., Heidelberg 1924, nuova ed. Celtis Verlag, Berlin 2013, ISBN 978-3-944253-01-5
- Kulturwissenschaft und Naturwissenschaft. 7. ed. Tübingen 1926, nuova ed. Celtis Verlag, Berlin 2013, ISBN 978-3-944253-00-8